# Öjasjön (Sjötofta socken, Västergötland)
Öjasjön är en sjö i Tranemo kommun i Västergötland och ingår i Ätrans huvudavrinningsområde.